# Gjeravica-See
Der Gjeravica-See (albanisch Liqeni i Gjeravicës; serbisch Đeravičko jezero Језеро Ђеравица) ist ein 240 Meter langer und 120 Meter breiter Gebirgssee im Westen des Kosovo nahe der albanischen Grenze. Er liegt auf rund 2200 m südlich der Spitze des Berges Gjeravica (2656 m), nach dem er benannt ist. Dem See entspringt der Fluss Erenik.
Das Gewässer ist für seine große Insektenvielfalt bekannt.